# Władca Pierścieni: Bitwa o Śródziemie
Władca Pierścieni: Bitwa o Śródziemie – komputerowa gra strategiczna oparta na książce Tolkiena Władca Pierścieni. W grze można stanąć po stronie zarówno dobra, jak i zła: łącznie istnieją cztery frakcje – Gondor, Rohan, Isengard i Mordor. Gra posiada kampanie dobra i zła, tryb potyczek oraz tryb wieloosobowy. Dla każdej z frakcji oddane zostały unikatowe dla niej jednostki, a także bohaterowie: Nazgule, Saruman, Lurtz, bohaterowie drużyny pierścienia, a także król Théoden, Éomer, Éowina i Faramir.
Gra podzielona jest na misje. Gracz buduje określone budynki, szkoli jednostki, a następnie wypełnia misje. Celem gry jest wyeliminowanie rywala, zdobycie określonego terytorium, wytrzymanie w twierdzy przez określony czas lub przedarcie się przez wroga. Gracz oprócz zwykłych jednostek bojowych ma do dyspozycji system mocy oraz bohaterów. W trybie gry wieloosobowej może jednocześnie grać do 8 graczy.
Sequelem gry jest Władca Pierścieni: Bitwa o Śródziemie II, która przenosi gracza w północne rejony Śródziemia, oferując zupełnie nowe jednostki, bohaterów, kampanie oraz mapy.